# NGC 274
NGC 274 est une galaxie lenticulaire ou peut-être elliptique située dans la constellation de la Baleine. NGC 274 a été découverte par le l'astronome germano-britannique William Herschel en 1785.

## Caractéristiques
Sa vitesse par rapport au fond diffus cosmologique est de  1 425 ± 23 km/s, ce qui correspond à une distance de Hubble de 21,0 ± 1,5 Mpc (∼68,5 millions d'al).
À ce jour, sept mesures non basées sur le décalage vers le rouge (redshift) donnent une distance de 28,414 ± 13,250 Mpc (∼92,7 millions d'al), ce qui est à l'intérieur des valeurs de la distance de Hubble. Notons cependant que c'est avec la valeur moyenne des mesures indépendantes, lorsqu'elles existent, que la base de données NASA/IPAC calcule le diamètre d'une galaxie et qu'en conséquence le diamètre de NGC 274 pourrait être d'environ 9,69 kpc (∼31 600 al) si on utilisait la distance de Hubble pour le calculer.
NGC 274 présente une large raie HI.

## Paire de galaxies
En compagnie de NGC 275, elle est inscrite sous la désignation Arp 140 dans l'atlas Arp. L'astronome américain Halton Arp les a utilisées comme un exemple de matériel arraché à une galaxie elliptique. 

## Groupe de NGC 337
NGC 274 fait partie du groupe de NGC 337 qui comprend au moins trois autres galaxies :  NGC 275, NGC 297 et NGC 337. 